# امپراتور کوگن
امپراتور کوگن (انگلیسی: Emperor Kōgen) هشتمین امپراتور ژاپن بود.